# Herrey’s
Die Herrey’s sind eine schwedische Band, die aus drei Brüdern besteht: Per, geboren am 9. August 1958, Richard, geboren am 19. August 1964 und Louis, geboren am 3. November 1966. Im Jahr 1984 gewannen sie den Eurovision Song Contest mit dem Titel Diggi-loo Diggi-ley und holten damit zehn Jahre nach ABBA mit Waterloo den zweiten Sieg für Schweden im Wettbewerb.

## Werdegang
Die Brüder gewannen zunächst die Vorausscheidung und dann den Eurovision Song Contest 1984 mit ihrem Schlager Diggi-loo Diggi-ley. In jenem und dem folgenden Jahr traten sie häufig auf und führten viele Tourneen durch, ein weiterer internationaler Hit gelang ihnen jedoch nicht.
Diggi-loo Diggi-ley entwickelte sich allerdings zu einem Mega-Hit in Schweden und ist dort bis heute unvergessen. Der Text des Hits ist einprägsam und zumindest abschnittweise allgemein bekannt. Er handelt von einem glücklichen Mann, der goldene Schuhe trägt, worum ihn alle beneiden, denn sie tragen dazu bei, jedes Hindernis zu überwinden. So trägt auch das Sommer-Musikfestival Diggiloo den Namen dieses Liedes.
Die Brüder Herrey waren womöglich Schwedens erste „Boygroup“. Ihre Schulung als Musik- und Showleute hatten sie in den USA erhalten. Von den drei Brüdern hat nur Richard Herrey weiter eine musikalische Karriere verfolgt, und zwar im Bereich des Musicals. 1997 hat Richard Herrey das Musical West Side Story ins Schwedische übersetzt, es wurde über zwei Jahre im Oskartheater in Stockholm aufgeführt. Das Stück wurde nicht nur von ihm produziert, sondern Richard Herrey übernahm ebenfalls eine der Hauptrollen. Anfang 2006 veröffentlichte Richard sein erstes Soloalbum Jag e Kung. Per ist heute Jurist in Göteborg und Louis Lehrer in einer schwedischen Mormonenschule. Nebenbei haben sie immer wieder vereinzelte Auftritte als Herreys, so z. B. beim Eurovision Greatest Hits Konzert in London 2015.
2024 traten die Herrey’s zum 40-jährigen Jubiläum ihres ESC-Sieges am Ende des zweiten Halbfinales beim Eurovision Song Contest in Malmö auf.

## Diskografie

### Alben
- 1984: Diggi-loo, Diggi-ley
- 1985: Crazy People
- 1986: Not Funny
- 1986: Different I’s
- 1987: Live in Tivoli
- 1995: Där vindarna möts
- 1995: Herreys Story
- 2002: Gyllene Hits